# Місія Бруно Кверфуртського до печенігів
Місія Бруно Кверфуртського до печенігів — християнська місія 1007 року, ціллю якої було хрещення печенізьких племен, та створення єпархії.
Приблизно в 1007 р. Бруно прибув до Києва, де зустрівся із князем Володимиром. Як заявляє Бруно в своєму листі, київський князь, коли дізнався про наміри Бруно направитись до печенігів, ув'язнив його проти волі, заявивши що в печенізькій землі на нього чекає смерть. Зрештою Бруно вдалося вмовити Володимира відпустити його. Князь погодився, але за умови що сам буде його супроводжувати до земель кочівників. Саме в цей час, Бруно коротко описам земляні насипи, що звуться нині змієвими валами: «…два дня провожал меня до крайних пределов своей державы, которые из-за вражды с кочевниками со всех сторон обнес крепчайшей и длиннейшей оградой».
Після того, як Бруно досягнув земель печенігів, Володимир залишив місіонера і повернувся до Києва. Бруно ж було надано невелике військо для охорони. Через два дня Бруно в супроводі війська дістався до населених печенігами земель. Як повідомляє Бруно «когда мы добрались до мест, более обитаемых, нас оставили в живых до сорока, пока весь народ по зову гонцов не соберется на сходку. Итак в девятом часу следующего воскресного дня нас зовут на сходку, бичуя словно лошадей. Сбежалась бесчисленная толпа; с налитыми кровью глазами, они подняли страшный крик; тысячи обнаженных мечей и тысячи топоров, над нашими головами, грозили изрубить нас в куски. До ночи терзали нас, волоча в разные стороны, пока нас не вырвали из их рук старейшины…».
Після того як, Бруно поспілкувався із старійшинами, йому очевидно дозволили залишитися. Бруно пише, що він пробув у землях печенігів п'ять місяців, протягом яких йому вдалося обійти, як він пише три частини печенізької землі, а від четвертої він мав нагоду поспілкуватися із посланцями старійшин. Очевидно, що Бруно перебував на правому березі Дніпра, оскільки про переправу річки в листі не було ні слова.
Після тривалого перебування в печенізькій землі, як повідомляє архієпископ, йому вдалося охрестити близько 30 осіб. Але нас цікавить епізод із укладенням миру між Русю та кочівниками «… мы по мановению Божню, устроили мир, который по их словам, никто кроме нас не смог бы устроить. Сей мир, говорили они, тобою устроен. Если он будет прочен, то все мы ка ты учишь, охотно стане христианам; если же государь Руси изменит уговор, нам придется думать только о войне, а не о христианстве».
Звістку про мир з печенігами, Володимир сприйняв доволі позитивно. Окрім того, князь відправив до печенігів свого сина. Більшість істориків вважає що це був саме Святополк, проте як свідчить традиція, в подібних випадках відправляли молодшого сина. Було створено нове єпископство, яке очолив, як пише Бруно «один из наших». В таких обставинах було вкладено мир між князем київським та правобережними печенігами. Даному миру, як свідчать джерела, судилося протриматися не довго.